# Зграда Солидарности
Зграда Солидарности или „Солид налази се у Смедереву, у Карађорђевој улици у Месној заједници Доњи Град и то је највиши стамбени солитер у граду и околини. Солитер чине 4 одвојена улаза. По архитектури припада бруталистичком стилу. Овај солитер је такође од велике значајности јер се налази на самом улазу у град Смедерево.